# تارال هیکس
تارال هیکس (انگلیسی: Taral Hicks؛ زادهٔ ۲۱ سپتامبر ۱۹۷۴ در برانکس، نیویورک) هنرپیشه و خواننده آمریکایی است. وی بیشتر برای نقش جین ویلیامز در فیلم درام جنایی یک داستان برانکسی در کنار رابرت دنیرو شناخته می‌شود. او در برانکس، نیویورک بزرگ شد. هیکس از گریس داج (Grace Dodge) در سال ۱۹۹۳ فارغ التحصیل شد.

## فیلم‌شناسی
| سینما/تلویزیون | سینما/تلویزیون    | سینما/تلویزیون | سینما/تلویزیون |
| سال            | فیلم              | نقش            |                |
| -------------- | ----------------- | -------------- | -------------- |
| ۱۹۹۳           | یک داستان برانکسی | جین ویلیامز    |                |
| ۱۹۹۵           | انگیزه عدالت      | لینا           |                |
| ۱۹۹۸           | شکم               | کیشا           |                |